# Pipile cumanensis
La pava rajadora (Pipile cumanensis), también conocida como pava goliazul, pava campanilla, pava pechiazul, guan rajador, pava silbosa goliazul, pava de garganta azul y cuyuya, es una especie de ave galliforme de la familia Cracidae que se encuentra en los bosques húmedos del sur y oriente de Colombia y Venezuela, oriente de Ecuador y Perú, nororiente de Bolivia y norte de Brasil.

## Características
Mide en promedio 69 cm de longitud. Plumaje negro con puntas de las alas y cresta blancas. El pico es blanco en la base y azul en la punta; la garganta es delgada azul; las patas son rojizas.

## Historia natural
Se alimentan de frutos de palmas. Vive en la parte alta o media del bosque y rara vez está en el suelo. Hace el nido en la parte alta y densa y la hembra pone 3 huevos.

## Taxonomía

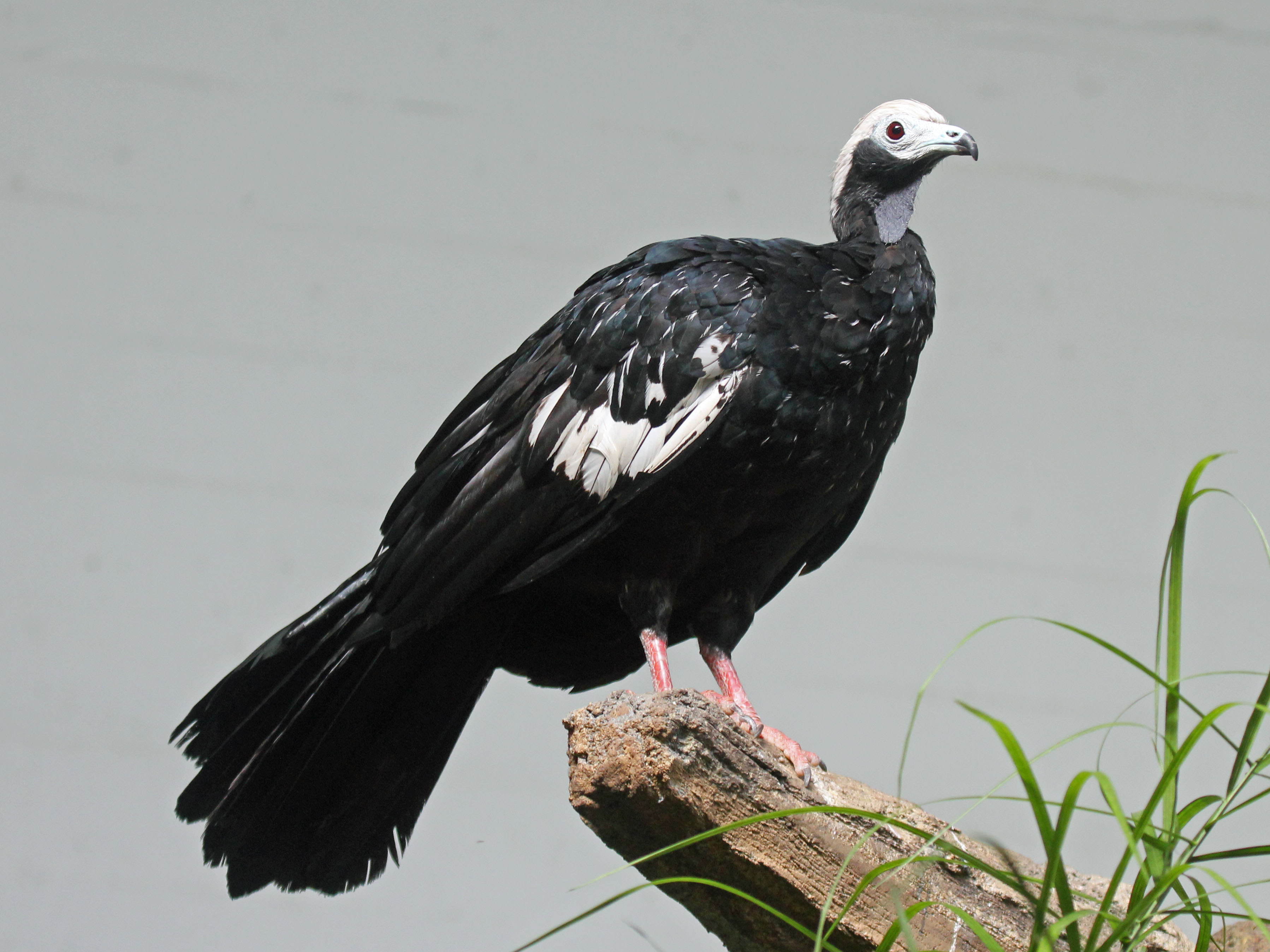
Pipile cumanensis (Jacquin, 1784)
Blue-throated Piping-guan
Familia: Cracidae
Orden: Galliformes
Clase: Aves
Filo / División: Chordata
Reino: Animalia

Un reciente estudio basado en ADN mitocondrial, osteología y biogeografía llegó a la conclusión que las cuatro especies del género Pipile debían clasificarse en el género Aburria. No obstante, estas conclusiones no han sido aceptadas por el Comité de Clasificación de Sudamérica (SACC), ni por la lista de Clements.
La especie Pipile grayi fue tradicionalmente tratada como una subespecie de la presente, pero fue elevada a especie plena por algunos autores con base en diferencias morfológicas. Esta separación fue posteriormente seguido por otras clasificaciones.